# Tả Lèng
Tả Lèng là một xã thuộc huyện Tam Đường, tỉnh Lai Châu, Việt Nam.
Xã Tả Lèng có diện tích 50,13 km², dân số năm 1999 là 2950 người, mật độ dân số đạt 59 người/km².